# Teatro San Benedetto

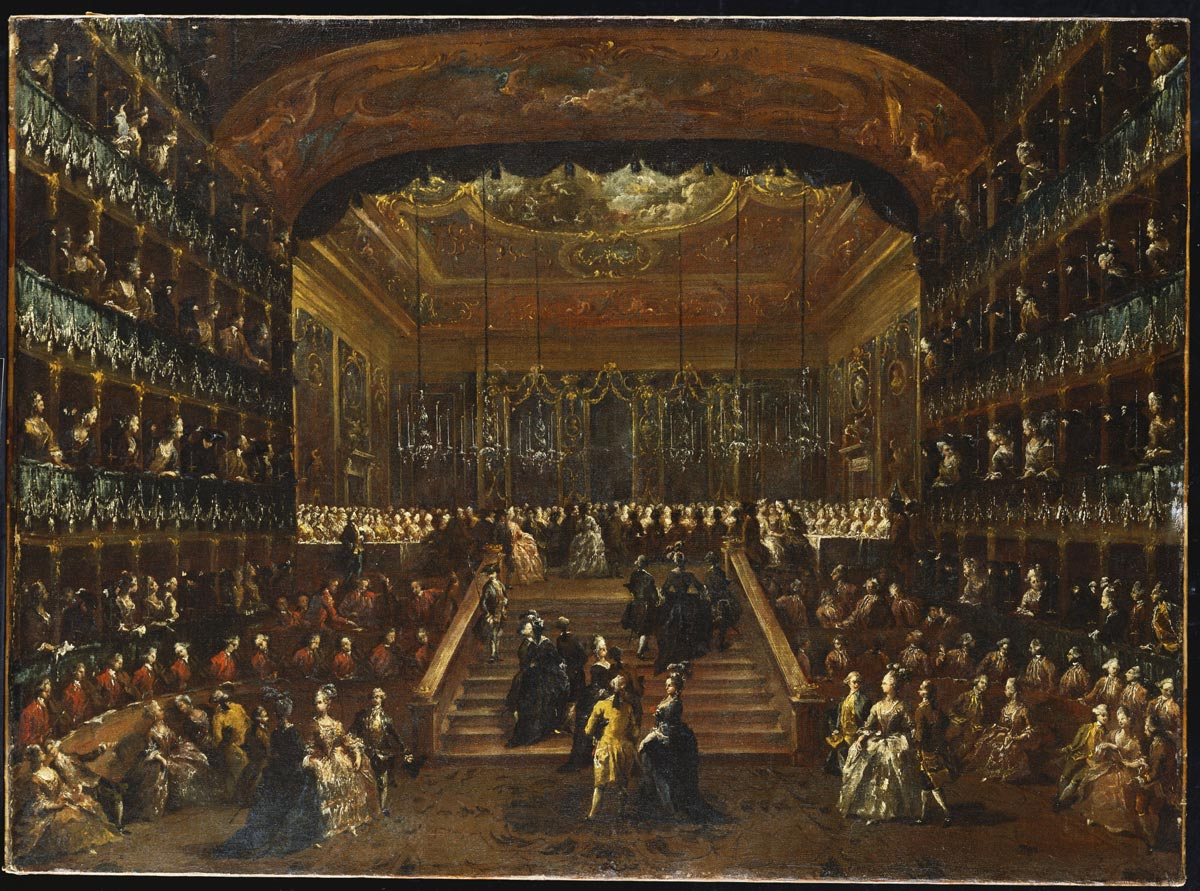
Teatro San Benedetto in Venedig am 22. Januar 1782, bei dem Fest zu Ehren des Zarewitsch Conti di Nord

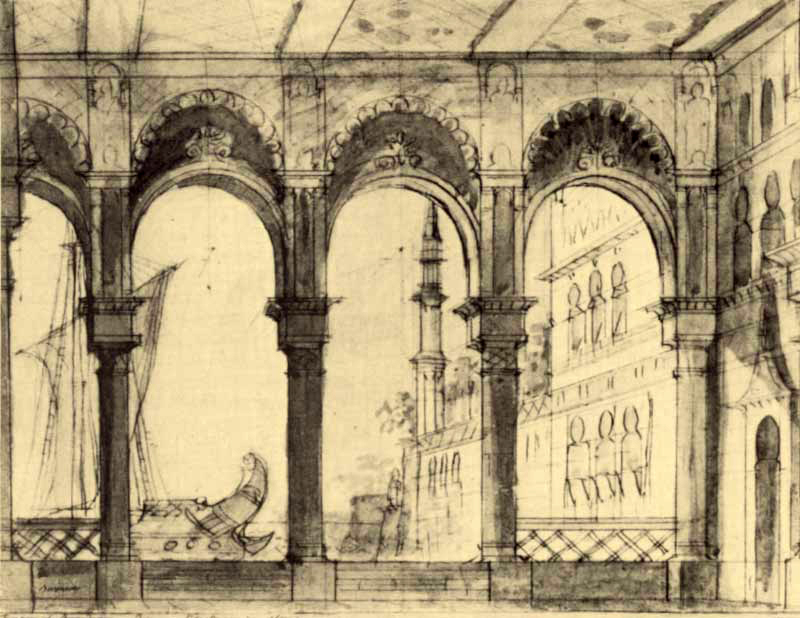
Bühnenbild von Francesco Bagnara für die Produktion von Rossinis L’italiana in Algeri 1826

Das Teatro San Benedetto war ein Theater in Venedig, von dem noch heute Gebäudeteile existieren. Das Theater lag im Sestiere San Marco, auf der Insel Sant'Anzolo, am Kanal Rio di San Luca. Seit 2012 befindet sich an dieser Stelle das Multiplex-Kino Multisala Rossini. 

## Geschichte
Das kleine Theater wurde von Michele Grimani aus der Grimani-Familie auf einem Grundstück der Familien Venier und Tiepolo erbaut und war dafür gedacht, als kleineres Theater als Ersatz für das San Giovanni Crisostomo der Familie zu dienen. Es wurde am 26. Dezember 1755 mit einer Aufführung der Oper Zoe von Gioacchino Cocchi eingeweiht. 1766 wurde das San Benedetto Eigentum eines Konsortiums der Familie Grimani.
Der ursprüngliche Entwurf des Theaters war kreisförmig. Doch wurde es nach einem Brand im Februar 1774 in der traditionellen Form eines Hufeisens wieder aufgebaut. Der Architekt war Pietro Checchia. Nach einem Rechtsstreit hatten die Besitzer, ein Konsortium aus Logenbesitzern, die das Theater von den Grimanis übernahmen, das Theater 1786 an die Familie Venier abgeben müssen. Die alten Inhaber gründeten daraufhin später ein eigenes Theater, das La Fenice, das 1792 eröffnet wurde und das San Benedetto als Hauptoper Venedigs ablöste. Das Teatro San Benedetto wurde nach dem Eigentümerwechsel 1787 zum Teatro Venier (oder Teatro Venier in San Benedetto). 1810 übernahm es der Unternehmer Giovanni Gallo, und es wurde als Teatro Gallo bezeichnet. 1847 wurde es dann neuerlich umbenannt und ab 1868 zu Ehren von Gioachino Rossini Teatro Rossini genannt, da dessen Opern L’italiana in Algeri und Eduardo e Cristina hier uraufgeführt worden waren. Aber die ruhmreichen Tage des Theaters als Opernhaus waren gezählt.
La traviata von Verdi erlebte hier 1854 eine erfolgreiche Aufführung, nachdem das Stück ein Jahr vorher bei der Uraufführung am La Fenice ein Fiasko erlebte.
1937 wurde das Gebäude komplett renoviert und umgebaut; mit einer neuen Fassade des italienischen Architekten Carlo Scarpa diente es 70 Jahre (bis 2007) als Kino. Danach wurde es in ein Multiplex-Kino umgewandelt, das 2012 eröffnet wurde (Cinema Multisala Rossini).

## Uraufführungen
- Zoe von Gioacchino Cocchi, 1755
- L’Angelica von Francesco Brusa, 1756
- La Semiramide riconosciuta von Francesco Brusa, 1756
- Catone in Utica von Vincenzo Legrenzio Ciampi, 1756
- Adriano in Siria von Francesco Brusa, 1757
- Sesostri von Baldassare Galuppi, 1757[5]
- Nitteti von Johann Adolph Hasse, 1758
- Gianguir von Vincenzo Legrenzio Ciampi, 1759
- La clemenza di Tito von Giuseppe Scarlatti, 1760
- Olimpiade von Gregorio Sciroli, 1760
- Artaserse von Gian Francesco de Majo, 1762
- Antigono von Baldassare Galuppi, 1762
- Alessandro Severo von Antonio Sacchini, 1763
- Merope von Gaetano Latilla, 1763
- Adriano in Siria von Pietro Alessandro Guglielmi, 1765
- Artaserse von Giuseppe Ponzo, 1766
- L’olimpiade von Pietro Alessandro Guglielmi, Francesco Brusa und Antonio Gaetano Pampani, 1767
- Il re pastore von Pietro Alessandro Guglielmi, 1767
- Ezio von Ferdinando Bertoni, 1767
- Antigono von Gian Francesco de Majo, 1767
- Arsace von Carlo Franchi, 1768
- Il Demetrio von Antonio Gaetano Pampani, 1768
- Alessandro in Armenia von Giovanni Battista Borghi, 1768
- Demofoonte von Josef Mysliveček, 1769
- Ezio von Gian Francesco de Majo, 1769
- Cajo Mario von Pasquale Anfossi, 1770
- Didone abbandonata von Gian Francesco de Majo, 1770
- Vologeso von Giuseppe Colla, 1770
- Siroe von Giovanni Battista Borghi, 1771
- Adriano in Siria von Antonio Sacchini, 1771
- Il matrimonio per astuzia  von Andrea Lucchesi, 1771
- Andromaca von Ferdinando Bertoni, 1771
- Artaserse von Vincenzo Manfredini, 1772
- Ezio von Giuseppe Gazzaniga, 1772
- Motezuma von Baldassare Galuppi, 1772
- Merope von Giacomo Insanguine, 1772
- Antigono von Pasquale Anfossi, 1773
- Solimano von Johann Gottlieb Naumann, 1773
- Ricimero von Giovanni Battista Borghi, 1773
- La villanella inconstante von Johann Gottlieb Naumann, 1773
- La clemenza di Tito von Josef Mysliveček, 1774
- Ipermestra von Johann Gottlieb Naumann, 1774
- Olimpiade von Pasquale Anfossi, 1774
- Demofoonte von Giovanni Paisiello, 1775
- Artaserse von Giovanni Battista Borghi, 1775
- Aristo e Temira von Ferdinando Bertoni, 1776
- Orfeo ed Euridice von Ferdinando Bertoni, 1776
- Antigona von Michele Mortellari, 1776
- Creonte von Dmitri Stepanowitsch Bortnjanski, 1776
- Telemaco ed Eurice nell’isola di Calipso von Ferdinando Bertoni, 1776
- Eumene von Giovanni Battista Borghi, 1777
- Caio Mario von Carlo Monza, 1777
- Alessandro nell’Indie von Luigi Marescalchi, 1778
- Vologeso re de’ Parti von Giacomo Rust, 1778
- La Circe von Josef Mysliveček, 1779
- Adriano in Siria von Felice Alessandri, 1779
- Armida abbandonata von Ferdinando Bertoni, 1780
- Giulia Sabino von Giuseppe Sarti, 1781
- Cajo Mario von Ferdinando Bertoni, 1781
- Arbace von Giovanni Battista Borghi, 1782
- Artemisia von Giuseppe Callegari, 1782
- Zamira von Pasquale Anfossi, 1782
- Attalo, re di Bitinia von Giuseppe Sarti, 1782
- Piramo e Tisbe von Francesco Bianchi, 1783
- Eumene von Ferdinando Bertoni, 1783
- Osmane von Giuseppe Giordani, 1784
- Il disertore von Francesco Bianchi, 1784
- Ademira von Andrea Lucchesi, 1784
- Ricimero von Niccolò Antonio Zingarelli, 1785
- Alessandro nell’Indie von Francesco Bianchi, 1785
- Alonso e Cora von Francesco Bianchi, 1786
- Circe von Giuseppe Gazzaniga, 1786
- Demofoonte von Alessio Prati, 1786
- L’orfano cinese von Francesco Bianchi, 1787
- Calto von Francesco Bianchi, 1788
- Agesilao, re di Sparta von Gaetano Andreozzi, 1788
- Arminio von Gaetano Andreozzi, 1788
- Arsace von Pietro Alessandro Guglielmi, 1788
- Rinaldo von Pietro Alessandro Guglielmi, 1789
- Zenobia di Palmira von Pasquale Anfossi, 1789
- Aspasia von Giuseppe Giordani, 1790
- Teodolinda von Francesco Gardi, 1790
- L’apoteosi d’Ercole von Angelo Tarchi, 1790
- Angelica e Medoro von Ferdinando Bertoni, 1791
- Catone in Utica von Peter von Winter, 1791
- Seleuco, re di Siria von Francesco Bianchi, 1791
- Il sacrifizio di Creta, ossia Arianna e Teseo von Peter von Winter, 1792
- Aci e Galatea von Francesco Bianchi, 1792
- Eugenia von Sebastiano Nasolini, 1792
- Dorval e Virginia von Angelo Tarchi, 1793
- Gl’innamorati von Sebastiano Nasolini und Vittorio Trento, 1793
- I fratelli rivali von Peter von Winter, 1793
- Amore la vince von Sebastiano Nasolini, 1793
- Belisa, ossia La fedeltà riconosciuta von Peter von Winter, 1794
- Oro non compra amore, ossia Il barone di Moscabianca von Luigi Caruso, 1794
- I raggiri fortunati von Sebastiano Nasolini, 1795
- La pupilla scaltra von Pietro Alessandro Guglielmi, 1795
- Merope von Sebastiano Nasolini, 1796
- Gl’Indiani von Sebastiano Nasolini, 1796
- Zaira von Sebastiano Nasolini, 1797
- Fernando nel Messico von Marcos António Portugal, 1798
- Adriano in Siria von Johann Simon Mayr, 1798
- Le tre orfanelle, o sia La scuola di musica von Marcello Bernardini, 1798
- Melinda von Sebastiano Nasolini, 1798
- Che originali! von Johann Simon Mayr, 1798
- Amor ingegnoso von Johann Simon Mayr, 1798
- L’ubbidienza per astuzia von Johann Simon Mayr, 1798
- Non irritar le donne, ossia Il chiamantesi filosofo von Marcos António Portugal, 1798
- Le quattro mogli von Gaetano Marinelli, 1799
- Il contravveleno von Francesco Gardi, 1799
- Bajazette von Gaetano Marinelli, 1799
- Labino e Carlotta von Johann Simon Mayr, 1799
- L’avaro von Johann Simon Mayr, 1799
- La pazza giornata, ovvero Il matrimonio di Figaro von Marcos António Portugal, 1799
- La testa riscaldata von Ferdinando Paer, 1800
- La sonnambula von Ferdinando Paer, 1800
- L’unione mal pensata von Andrea Basili, 1801
- Diritto e rovescio, ovvero Una della solite trasformazioni nel mondo von Francesco Gardi, 1801
- Adelaide e Tebaldo von Raffaele Orgitano, 1801
- Il convitato di Pietra von Francesco Gardi, 1802
- I castelli in aria, ossia Gli amanti per accidente von Johann Simon Mayr, 1802
- Guerra con tutti, ovvero Danari e ripieghi von Francesco Gardi, 1803
- Il fiore, ossia Il matrimonio per svenimento von Ferdinando Orlandi, 1803
- Pamela nubile von Pietro Generali, 1804
- Elisa, ossia Il monte San Bernardo von Johann Simon Mayr, 1804
- Un buco nella di porta von Francesco Gardi, 1804
- La donna selvaggia von Carlo Coccia, 1813
- L’italiana in Algeri von Gioachino Rossini, 1813
- Clotilde von Carlo Coccia, 1815
- Etelinda von Carlo Coccia, 1816
- Malvina von Nicola Vaccai, 1816
- L’ingenua von Giovanni Pacini, 1816
- Il lupo di Ostenda, ossia L’innocenza salvata dalla colpa von Nicola Vaccai, 1818
- La sposa fedele von Giovanni Pacini, 1819
- Eduardo e Cristina von Gioachino Rossini, 1819
- Il Ferramondo von Antonio Buzzolla, 1836
- Emma di Resburgo von Giacomo Meyerbeer, 1819
- Monsieur de Chalumeaux von Federico Ricci, 1835
- Ida della Torre von Alessandro Nini, 1837
- Mastino I della Scala von Antonio Buzzolla, 1841
- Crispino e la comare von Federico Ricci und Luigi Ricci, 1850
- I due ritratti von Luigi Ricci, 1850